# Zhelad Saddle
Der Zhelad Saddle (englisch; bulgarisch Седловина Желъд Sedlowina Schelad) ist ein vereister, 350 m langer und 950 m hoher Bergsattel in den westlichen Ausläufern des Detroit-Plateaus an der Danco-Küste des Grahamlands auf der Antarktischen Halbinsel. Er verbindet 11,3 km östlich des Charles Point die nordwestlichen Hänge des Razhana Buttress mit dem Sonketa Ridge und bildet einen Teil der Wasserscheide zwischen dem Sikorsky-Gletscher im Norden und dem Trepetlika-Gletscher im Südwesten.
Britische Wissenschaftler kartierten ihn 1978. Die bulgarische Kommission für Antarktische Geographische Namen benannte ihn 2014 nach der Ortschaft Schelad im Nordosten Bulgariens.